# Gotthard (Schiff)
Die Gotthard ist ein Passagier-Motorschiff auf dem Vierwaldstättersee in der Schweiz. Sie wird von der Schifffahrtsgesellschaft des Vierwaldstättersees (SGV) betrieben.

## Geschichte
Die Gotthard  wurde von der SGV, als Ersatz für den gleichnamigen Raddampfer Gotthard von 1898 in ihrer eigenen Werft in Luzern erbaut. Im Jahr 1965 wurde beschlossen, dass nach der Fertigstellung der Pilatus 1966, der Neubau der Gotthard auf Kiel zulegen sei, wobei die Pläne übernommen werden sollten, aber den neusten technischen Gesichtspunkten anzupassen seien. Der Stapellauf fand am 12. August 1970, die Jungfernfahrt am 3. September 1970 statt. Speziell an der Jungfernfahrt war, dass in ihrem Nachhall die Rettung der übrigen Raddampfer organisiert wurde.

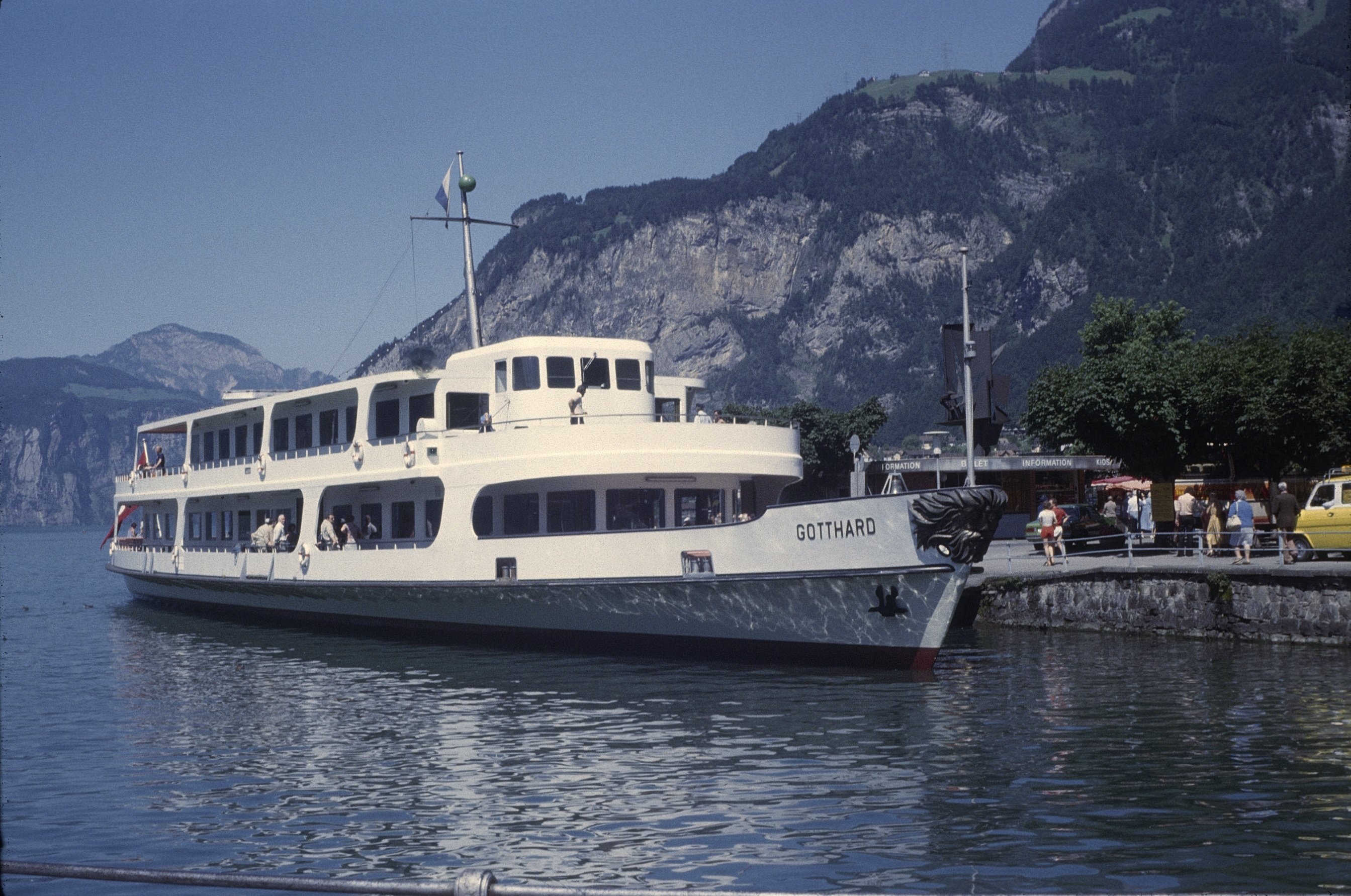
Die Gotthard 1980 – Aussehen vor dem Umbau

1993 und 2006 wurde das Schiff umgebaut.
Die Galionsfigur „Föhn“ wurde von Hans Erni gestaltet.

## Einsatz
Die Gotthard wird sowohl für Kursfahrten im Liniendienst als auch für Sonderfahrten eingesetzt.